# Iúri Leitão

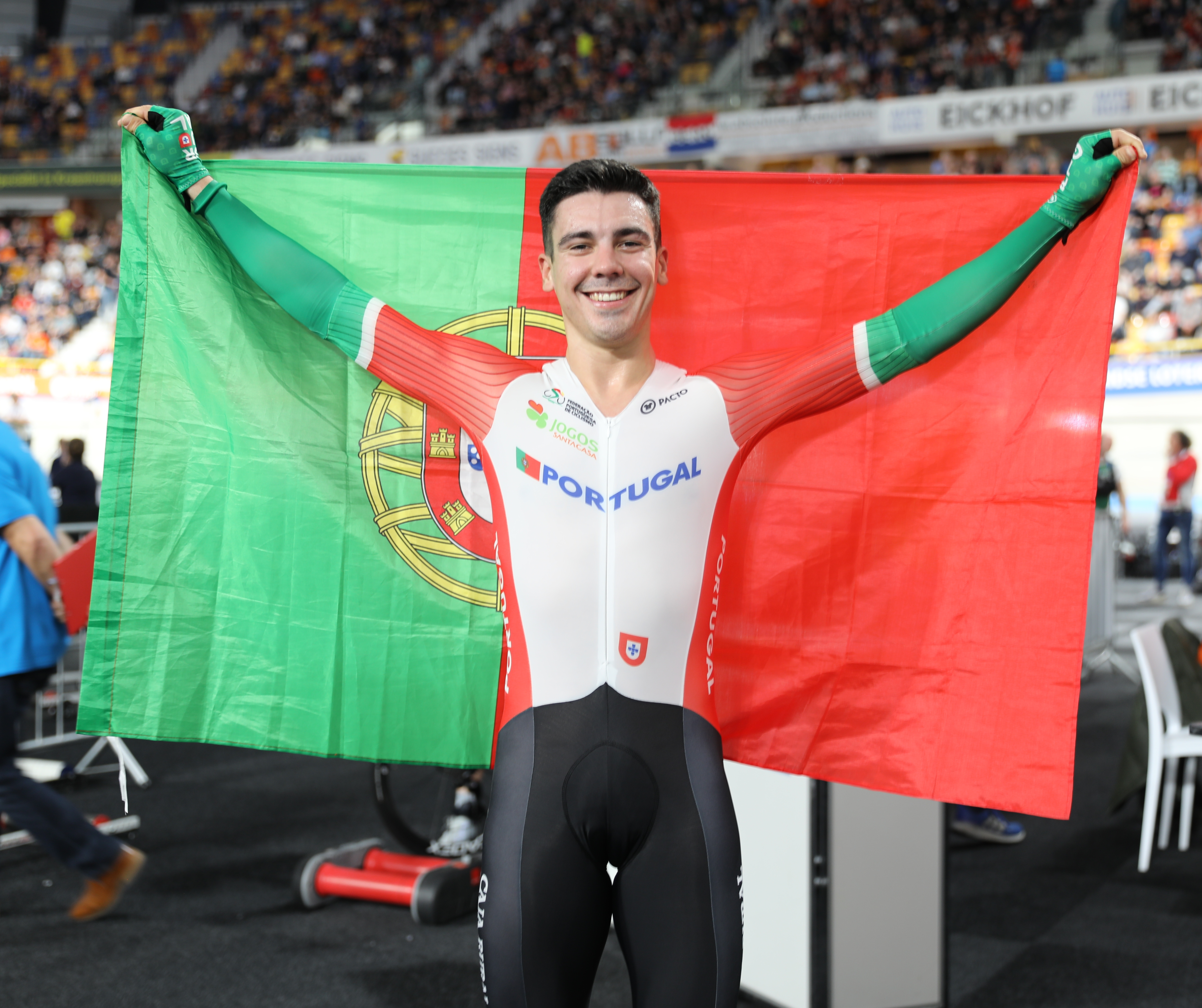
Leitão als Europameister im Scratch 2024

Iúri Gabriel Dantas Leitão (* 3. Juli 1998 in Viana do Castelo) ist ein portugiesischer Radsportler, der Rennen auf Straße und Bahn bestreitet. 2024 wurde er gemeinsam mit Rui Oliveira Olympiasieger im Zweier-Mannschaftsfahren.

## Sportliche Laufbahn
2018 wurde Iúri Leitão Dritter der portugiesischen Meisterschaft im Scratch, und er gewann eine Etappe der Volta a Portugal do Futuro. Bei der nationalen U23-Straßenmeisterschaft wurde er Achter. Im Jahr darauf belegte er gemeinsam mit Wilson Esperanca Platz drei der nationalen Meisterschaft im Zweier-Mannschaftsfahren, im Zeitfahren der U23 auf der Straße wurde er Fünfter. Auch startete er im U23-Straßenrennen der Straßeneuropameisterschaften, das er aber nicht beendete.
2020 belegte Leitão in der Gesamtwertung des Bahnrad-Weltcups im Scratch Platz zehn. Er wurde portugiesischer Meister im Scratch und belegte jeweils den zweiten Rang in der Einerverfolgung sowie im Punktefahren. Im selben Jahr wurde für die Teilnahme an den Bahnweltmeisterschaften in Berlin nominiert. Bei den U23-Europameisterschaften errang er jeweils Silber in Ausscheidungs- und im Punktefahren. Bei den Europameisterschaften der Elite wurde er Europameister im Scratch und gewann Silber im Ausscheidungsfahren. 2022 konnte er den EM-Titel im Scratch erneut erringen. 2023 errang er bei den Weltmeisterschaften in Glasgow erstmals einen Weltmeistertitel, und zwar im Omnium. Bei den Olympischen Spielen 2024 in Paris gewann er gemeinsam mit Rui Oliveira die Goldmedaille im Madison sowie die Silbermedaille im Omnium.
Im Straßenradsport fährt Leitão seit 2022 für das spanische UCI ProTeam Caja Rural-Seguros RGA. In seiner ersten Saison gewann er eine Etappe der Ronde de l’Oise, ehe er im Jahr 2023 mit einem Etappensieg die Gesamtwertung und Punktewertung der Griechenland-Rundfahrt für sich entschied. Weiters war er auf zwei Abschnitten des GP Beiras e Serra da Estrela erfolgreich und gewann am Jahresende eine Etappe der Kroatien-Rundfahrt. Im Jahr 2024 gewann er die Abschlussetappe und Punktewertung der Volta ao Alentejo. 2025 gewann er bei der Mallorca Challenge die Trofeo Palma.

## Erfolge

### Bahn
2020
- Portugiesischer Meister – Scratch
- U23-Europameisterschaft – Ausscheidungsfahren, Punktefahren
- Europameister – Scratch
- Europameisterschaft – Ausscheidungsfahren
- Europameisterschaft – Omnium

2021
- Europameisterschaft – Punktefahren
- Europameisterschaft – Zweier-Mannschaftsfahren (mit Rui Oliveira)
- Weltmeisterschaft – Ausscheidungsfahren
- Portugiesischer Meister – Omnium, Zweier-Mannschaftsfahren (mit Daniel Dias)
- Track Champions League – ein Einzelsieg

2022
- Portugiesischer Meister – Scratch, Zweier-Mannschaftsfahren (mit João Matias)
- Europameister – Scratch

2023
- Portugiesischer Meister – Scratch
- Weltmeister – Omnium
- Nations Cup in Milton – Zweier-Mannschaftsfahren (mit Ivo Oliveira)

2024
- Europameister – Scratch
- Portugiesischer Meister – Ausscheidungsfahren, Omnium, Punktefahren, Scratch, Zweier-Mannschaftsfahren (mit Diogo Narciso)
- Olympische Spiele – Zweier-Mannschaftsfahren (mit Rui Oliveira)
- Olympische Spiele – Omnium

2025
- Europameister – Scratch, Punktefahren

### Straße
2021
- zwei Etappen und Punktewertung Volta ao Alentejo

2022
- eine Etappe Ronde de l’Oise

2023
- Gesamtwertung, Punktewertung und eine Etappe Griechenland-Rundfahrt
- zwei Etappen GP Beiras e Serra da Estrela
- eine Etappe Kroatien-Rundfahrt

2024
- eine Etappe und Punktewertung Volta ao Alentejo

2025
- Trofeo Palma